# Rotkehlchen (Roman)
Rotkehlchen ist ein im Jahr 2000 mit dem Originaltitel Rødstrupe erschienener Kriminalroman des norwegischen Autors Jo Nesbø. In der Harry-Hole-Reihe ist es der dritte Teil.

## Handlung
Auf Grund eines Missverständnisses während eines amerikanischen Staatsbesuchs wird Harry Hole auf einen Posten beim norwegischen Staatsschutz versetzt. Hier wird er mit einer illegalen Einfuhr von Spezialwaffen konfrontiert. Die Spuren weisen in die Vergangenheit.
Die Handlung wird nicht chronologisch erzählt, sondern es wechseln sich die Handlungsstränge zum Ende des Zweiten Weltkriegs mit denen zum Jahrtausendwechsel ab.

## Ausgaben
- Rotkehlchen. Übersetzung von Günther Frauenlob. Ullstein, Berlin 2004, ISBN 978-3-548-25885-0.
- Rotkehlchen. Übersetzung von Günther Frauenlob. Neuausgabe. List, Berlin 2008, ISBN 978-3-548-60836-5.
- Rotkehlchen. Hörbuch. 6 Audio-CDs, gelesen von Achim Buch. Hamburg 2013, ISBN 978-3-86909-121-1.

## Auszeichnungen
Der Roman Rotkehlchen wurde 2000 mit dem norwegischen Bokhandlerprisen (Buchhändlerpreis) ausgezeichnet, der jährlich von der norwegischen Buchhandelsvereinigung Den norske Bokhandlerforening verliehen wird.